# Robert Bork
Robert Heron Bork (n. 1 martie 1927, Pittsburgh, Pennsylvania, SUA – d. 19 decembrie 2012, Virginia, SUA) a fost un judecător american, oficialitate guvernamentală și jurist care a ocupat funcția de procuror general al Statelor Unite⁠(d) din 1973 până în 1977. Profesor al Yale Law School, acesta a activat ulterior în calitate de judecător în cadrul influentei Curți de Apel din circuitul D.C.⁠(d) (1982-1988). În 1987, președintele Ronald Reagan l-a nominalizat pe Bork⁠(d) pentru funcția de judecător la Curtea Supremă a SUA, însă Senatul a respins nominalizarea după o audiere de confirmare puternic mediatizată.
Bork s-a născut în Pittsburgh, Pennsylvania și a urmat atât studiile universitare, cât și cele juridice la Universitatea din Chicago. După o perioadă la firma de avocatură Kirkland & Ellis⁠(d), a devenit profesor în cadrul Yale Law School. Cunoscut susținător al originalismului, acesta le-a cerut judecătorilor să respecte interpretarea originală a Constituției Statelor Unite formulată de părinții fondatori. Bork era și un influent savant în dreptul concurenței, susținând despre consumatorii că beneficiază deseori de pe urma fuzionării companiilor⁠(d) și că legea antitrust⁠(d) ar trebui să fie centrată mai degrabă pe bunăstarea consumatorilor⁠(d) decât pe asigurarea concurenței. Acesta a redactat câteva lucrări importante, inclusiv o carte academică intitulată Paradoxul Antitrust⁠(d) și o lucrare despre criticismul cultural intitulată Slouching Towards Gomorrah⁠(d).
Din 1973 până în 1977, Bork a fost procuror general sub președinții Richard Nixon și Gerald Ford, reușind să susțină cu succes mai multe cazuri la Curtea Supremă. În timpul Masacrului de sămbătă seara⁠(d) din octombrie 1973, Bork a devenit procuror general interimar al Statelor Unite după ce superiorii săi din Departamentul de Justiție au decis să-și dea demisia pentru a nu fi nevoiți să-l concedieze pe procurorul special⁠(d) Archibald Cox⁠(d), însărcinat cu investigarea afacerii Watergate. La ordinul președintelui, Bork l-a concediat pe Cox, prima sa sarcină în calitate de procuror general. Acesta a păstrat funcția până la 4 ianuarie 1974, când poziția a fost preluată de senatorul din Ohio⁠(d) William B. Saxbe⁠(d).
În 1982, președintele Reagan l-a numit pe Bork la Curtea de Apel a Circuitului D.C. În 1987, Reagan l-a nominalizat pe acesta la Curtea Supremă după ce judecătorul Lewis Powell⁠(d) și-a anunțat retragerea. Această decizie a fost puternic mediatizată, iar grupurile de interes s-au mobilizat împotriva confirmării lui Bork, în special din cauza criticilor sale cu privire la interpretarea dată Constituției de către Earl Warren⁠(d) și Warren Burger⁠(d) (primul amendament și dreptul constituțional la viața privată), respectiv rolul său în evenimentele din octombrie 1973. Numirea sa a fost în cele din urmă respinsă în Senat cu 58-42. Postul de la Curtea Supremă a fost ocupat de un alt candidat nominalizat de Reagan, Anthony Kennedy⁠(d). Mai târziu, Bork a demisionat din funcția de judecător al circuitului D.C. în 1988 și a activat ca profesor la diverse instituții de învățământ, inclusiv la George Mason University School of Law⁠(d). A fost consilier al candidatului la președinție Mitt Romney și membru atât al American Enterprise Institute⁠(d), cât și al Hudson Institute⁠(d) înainte de moartea sa în 2012.

## Biografie
Bork s-a născut la 1 martie 1927 în Pittsburgh, Pennsylvania. Tatăl său - Harry Philip Bork Jr. (1897-1974) - a fost agent comercial al unei companii siderurgice, iar mama sa Elisabeth (născută Kunkle; 1898–2004) a fost profesoară. Bork nu a avut frați. Tatăl său era de origine germană și irlandeză, iar mama sa era neerlandeză din Pennsylvania⁠(d).
Bork a urmat școala Hotchkiss⁠(d) din Lakeville, Connecticut⁠(d), apoi a studiat la Universitatea din Chicago. A fost membru al fraternității internaționale Phi Gamma Delta⁠(d) și a absolvit cu o licență în arte⁠(d) în 1948. Ulterior a urmat Facultatea de Drept din cadrul Universității din Chicago⁠(d), unde a fost redactor al University of Chicago Law Review⁠(d). A absolvit în 1953 cu un Juris Doctor⁠(d). În timpul facultății, Bork și-a întrerupt studiile timp de doi ani, perioadă în care a fost înrolat și a activat în infanteria marină a Statelor Unite pe durata războiului din Coreea.

## Lucrări
- Bork, Robert H. (1971). "Neutral Principles and Some First Amendment Problems". Indiana Law Journal. 47 (1): 1–35.
- — (1978). The Antitrust Paradox. New York: Free Press. ISBN 0-465-00369-9; 2nd edition (1993).
- — (1990). The Tempting of America. New York: Free Press. ISBN 0-684-84337-4.
- — (1996). Slouching Towards Gomorrah: Modern Liberalism and American Decline. New York: ReganBooks. ISBN 0-06-039163-4.
- — (2003). Coercing Virtue: The Worldwide Rule of Judges. Washington, DC: American Enterprise Institute Press. ISBN 0-8447-4162-0.
- — (ed.) (2005). A Country I Do Not Recognize: The Legal Assault on American Values. Stanford: Hoover Institution Press. ISBN 0-8179-4602-0.
- — (2008) A Time to Speak: Selected Writings and Arguments. Wilmington, DL: ISI Books. ISBN 978-1-93385968-2
- — (2013) Saving Justice: Watergate, the Saturday Night Massacre, and Other Adventures of a Solicitor General. New York: Encounter Books. ISBN 978-1-59403681-1